# Oxyopes molarius
Oxyopes molarius es una especie de araña del género Oxyopes, familia Oxyopidae. Fue descrita científicamente por L. Koch en 1878.
Habita en Australia (Queensland, Australia del Sur, Nueva Gales del Sur).